# Chelepteryx chalepteryx

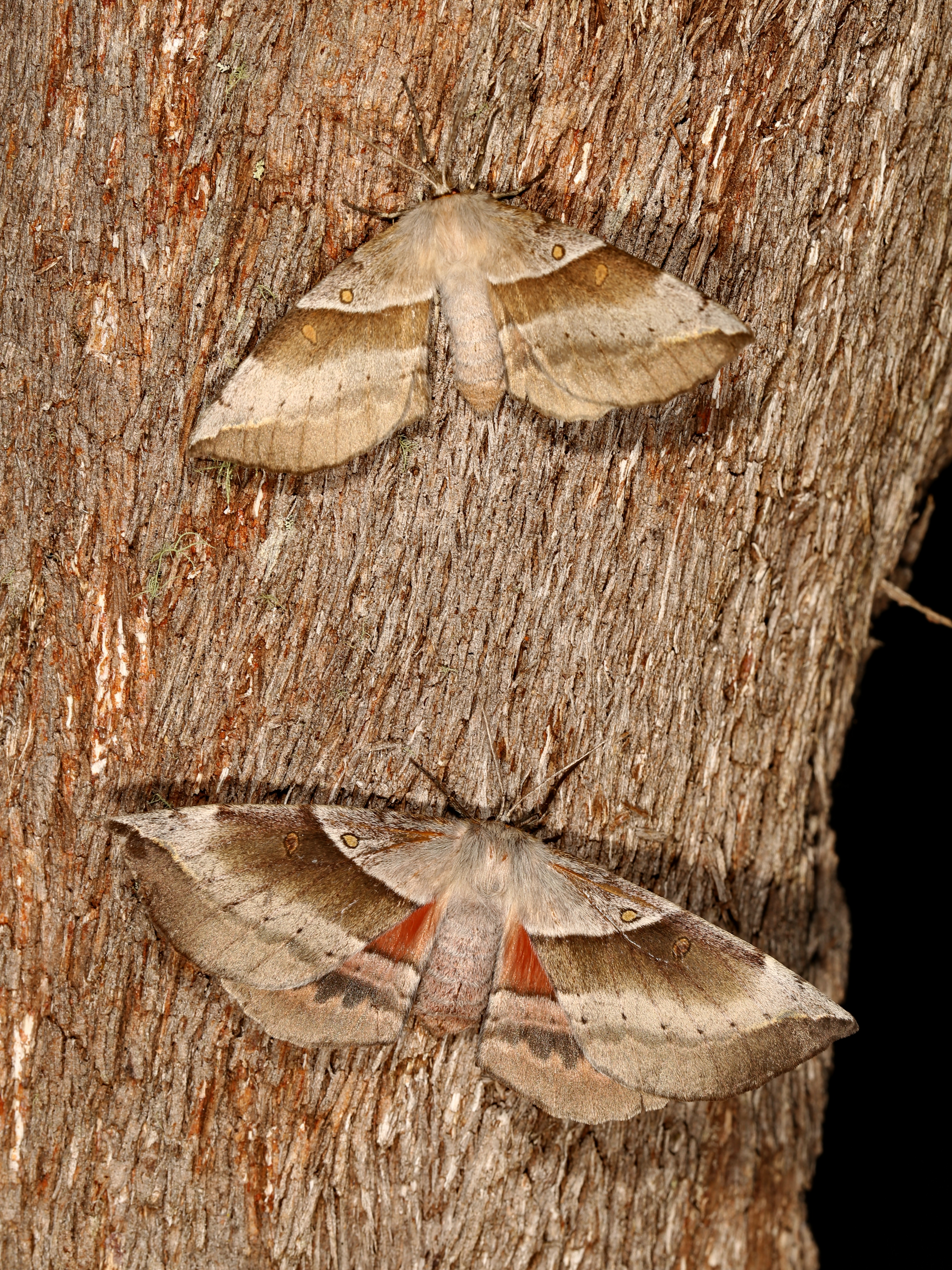
Hellbraune Form

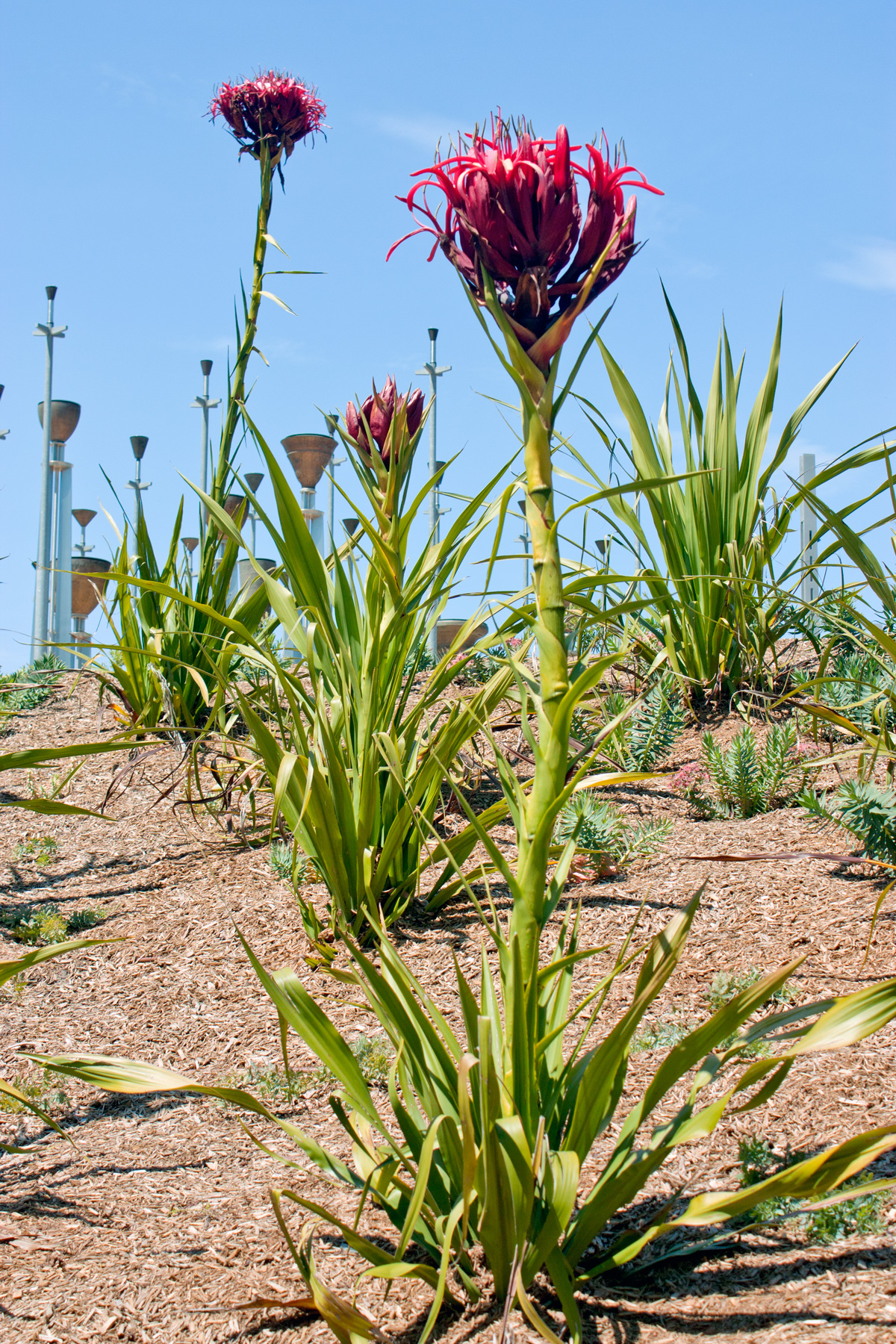
Doryanthes excelsa, eine Nahrungspflanze der Raupen

Chelepteryx chalepteryx ist ein endemisch in Australien vorkommender Nachtschmetterling aus der Überfamilie der Bombycoidea.

## Merkmale

### Falter
Die sehr großen Falter erreichen eine Flügelspannweite von bis zu 110 Millimetern, wobei die Männchen kleiner als die Weibchen sind. Zwischen den Geschlechtern besteht auch farblich ein leichter Sexualdimorphismus. Die Vorderflügeloberseite bei den Männchen ist in der Regel in eine hellbraune bis graubraune Basal- und Postdiskal- sowie eine dunkelbraune Diskal- und Submarginalregion aufgeteilt. Die Weibchen sind ähnlich, meist jedoch kontrastärmer gezeichnet und zuweilen ockerfarben gefärbt. Bei beiden Geschlechtern heben sich zwei dunkelbraun umrandete, gelblich gefüllte, runde Makel nahe dem Vorderrand mehr oder weniger deutlich ab. Die äußere Querlinie mündet direkt in den Apex. Von der braunen Hinterflügeloberseite hebt sich bei den Männchen eine kräftig weinrot bis rostrot gefärbte Basalregion sowie eine in Form einer Zahnstange ausgebildete breite, dunkelbraune äußere Querlinie hervor. Auch auf den Hinterflügeln sind die Weibchen ähnlich gefärbt, jedoch etwas kontrastärmer gezeichnet. Der Thorax ist stark, das Abdomen dünn behaart. Die Färbung entspricht jeweils den angrenzenden Flügelfarben. Die Männchen haben dünn gekämmte Fühler, die der Weibchen sind schwach sägezähnig ausgebildet. Die Saugrüssel der Falter sind verkümmert.

### Raupe
Ausgewachsene Raupen erreichen eine Länge von etwa sieben Zentimetern und zeigen eine rotbraune bis dunkelbraune Grundfarbe. Die breite Rückenlinie ist ebenso wie die auf jedem Körpersegment befindlichen Schrägstriche gelblich gefärbt. Die Kopfkapsel ist glänzend dunkelbraun. Die Raupen sind mit Punktwarzen und Büscheln von Brennhaaren sowie Borsten überzogen, die bei der Berührung durch den Menschen schwere Hautreizungen verursachen können.

### Puppe
Die Verpuppung erfolgt in einem Kokon unter Baumrinde, zuweilen auch in Spalten von Gebäuden. Er ist an der Oberfläche mit Brennhaaren und Borsten bedeckt, die, wenn sie beim Menschen in die Haut eindringen und abbrechen, zu Schmerzen und Reizungen führen können.

### Ähnliche Arten
Aufgrund der Größe sowie der sehr charakteristischen Flügelzeichnung sind die Falter von Chelepteryx chalepteryx unverwechselbar.

## Verbreitung und Vorkommen
Chelepteryx chalepteryx kommt im Osten und Südosten Australiens vor. Die Art ist auch auf der Lord-Howe-Insel zu finden. Sie lebt bevorzugt in Gegenden mit Hartlaubvegetation und am Rande von Tieflandregenwäldern.

## Lebensweise
Die nachtaktiven Falter fliegen schwerpunktmäßig zwischen April und Juni. Sie besuchen gelegentlich künstliche Lichtquellen. Das Weibchen legt die Eier in ungeordneten Mengen ab. Die Raupen leben einzeln und ernähren sich bevorzugt von den Blättern der zu den Speerblumen (Doryanthes) zählenden Doryanthes excelsa. Auch Blätter von Acacia-Arten wurden als Nahrung angenommen.